# ساندرا کلینووا
 ساندرا کلینووا (انگلیسی: Sandra Kleinová؛ زادهٔ ۸ مهٔ ۱۹۷۸) یک تنیس‌باز اهل جمهوری چک است. 